# ミササガパーク

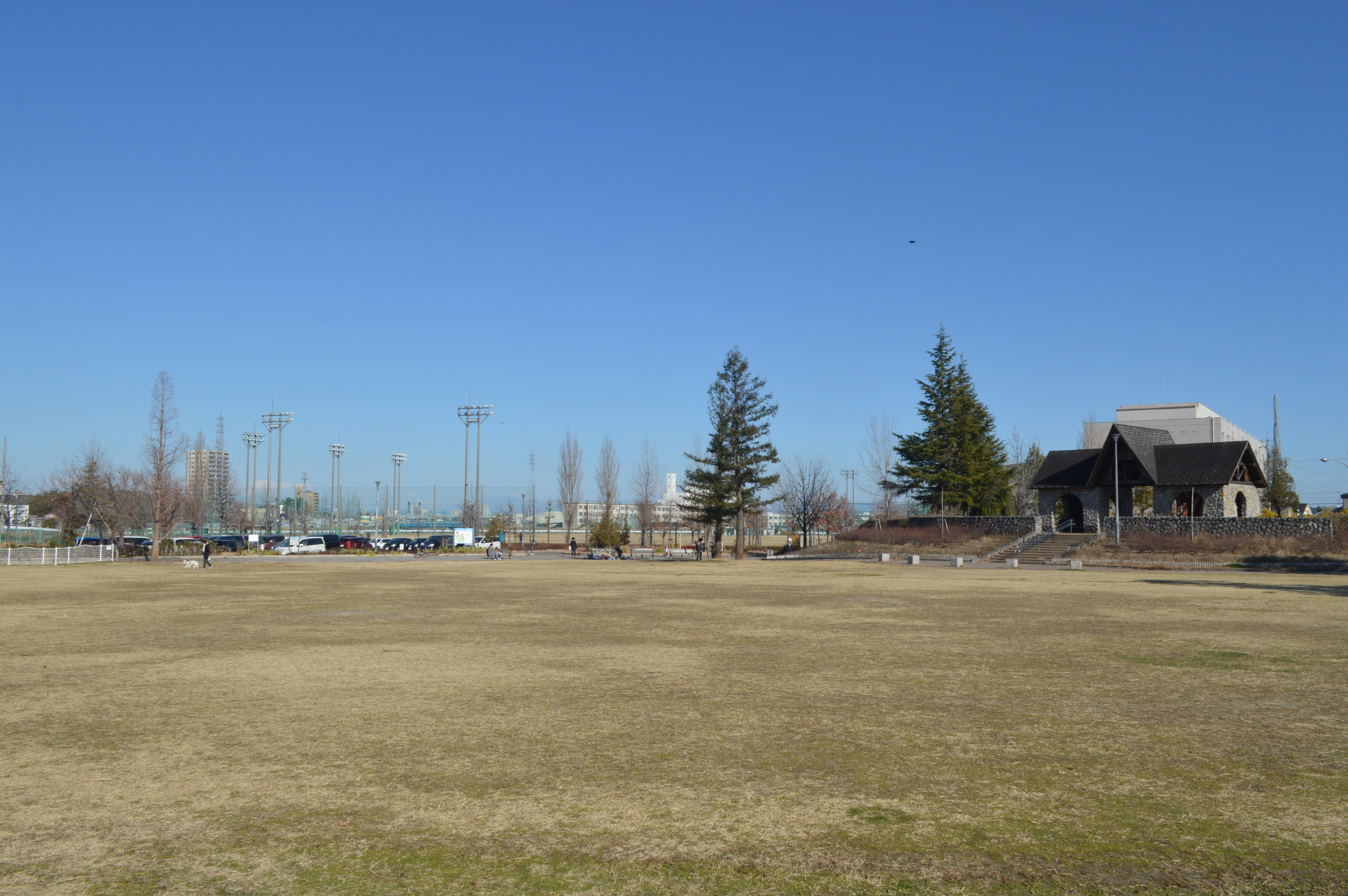
広場

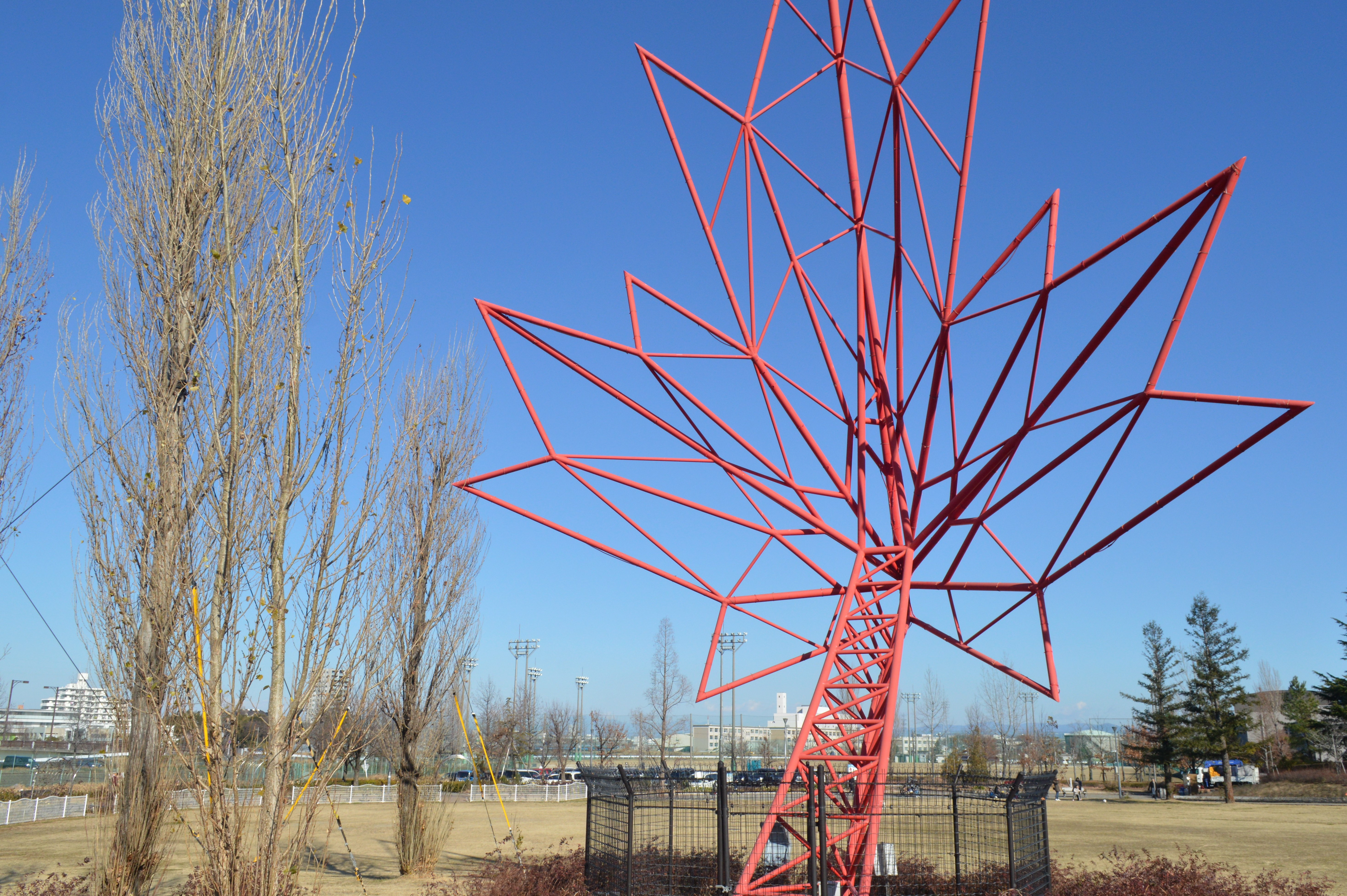
「メイプルリーフ」

ミササガパーク（英語: Mississauga Park）は、愛知県刈谷市半城土西町にある公園。正式名称は猿渡公園（さわたりこうえん）。

## 特色
1997年度（平成9年度）から2000年度（平成12年度）まで、刈谷市の市制50周年記念事業として整備され、2001年（平成13年）3月24日に開園した。面積は3.0ヘクタール。刈谷市と姉妹提携都市であるカナダのミシサガ市との友好を記念している。時計塔のある休憩所はミシサガ市庁舎を模している。

## モニュメント
- 「塔」 - メインゲート近くにある高さ10メートルのモニュメント。デンソーから寄附された。
- 「熊」 - 開園を記念してミシサガ市から寄贈された。カナダでクマは神聖な動物とされる。
- 「メイプルリーフ」 - 2005年日本国際博覧会（愛知万博）ではカナダ館の前に飾られていたモニュメント。カナダ国から寄贈された。カナダの国旗にはサトウカエデ（メイプルリーフ）が描かれている。

## 施設

### バラ園
- 本数 - 約1,200本（77種）
- 開花時期 - 5月上旬から12月頃（見頃は5月中旬から下旬、10月下旬から11月上旬）

### デイキャンプ施設
- 野外卓 - 10か所（かまど無し）
- 屋根付共同炊事場 - 1か所
- 使用時間 - 午前9時～日没
- 使用料 - 無料
- 使用の届出 - 要予約

## 交通アクセス
- JR東海道本線・名鉄三河線 刈谷駅から徒歩で約21分。
- 刈谷市公共施設連絡バス：東刈谷線「ミササガパーク」バス停下車、徒歩ですぐ。